# Браун, Густав Иванович
Густав Иванович Браун (1827—1897) — российский офтальмолог немецкого происхождения, заслуженный профессор Московского университета. Тайный советник (1892).

## Биография
Среднее образование получил на родине, в Восточной Пруссии; затем переехал в Россию, где поступил на медицинский факультет Московского университета. В 1849 году принял российское подданство. В 1847—1852 годах обучался на медицинском факультете Московского университета, по окончании которого работал в Москве вольнопрактикующим врачом. С 29 августа 1854 по 30 сентября 1856 года служил в армии полковым лекарем.
После защиты диссертации о строении роговицы в 1858 году получил степень доктора медицины. Совершенствовался за границей (октябрь 1858 — ноябрь 1860), после чего, вернувшись в Москву, в 1862 году стал читать в московском университете лекции по глазным болезням.
С 1863 года — экстраординарный, с октября 1867 года — ординарный профессор и директор глазной госпитальной клиники Московского университета (1864—1897).
С 1888 года — заслуженный профессор Московского университета.
В 1892 году оставил преподавание, оставшись работать главным врачом больницы. Умер в Москве 5 (17) апреля 1897 года в чине тайного советника.
Г. И. Браун — автор оригинальной учебной программы преподавания «науки о глазных болезнях» (1862), существенно отличавшейся от программ, составленных А. Е. Эвениусом и В. Ф. Броссе, а также «Руководства к глазным болезням», снабжённого цветным атласом глазного дна, которое, по словам В. П. Филатова, «долго оставалась настольной книгой врачей».